# Maria Gadú (álbum)
Maria Gadú é o álbum de estreia da cantora Maria Gadú, lançado em julho de 2009 pela Som Livre.
No repertório, o hit do álbum "Shimbalaiê", "Dona Cila" (que a cantora fez para a avó) e "Tudo Diferente" (pop de André Carvalho, filho de Dadi). Entre as releituras estão as assinaturas pessoais, recriações de Maria, em "A História de Lilly Braun" (Chico Buarque e Edu Lobo) e uma levada blues de "Baba" (música famosa de Kelly Key).

## Faixas
| N.º | Título                                        | Compositor(es)           | Duração |  |
| 1.  | "Bela Flor"                                   | Maria Gadú               | 3:04    |  |
| 2.  | "Altar Particular"                            | Maria Gadú               | 3:07    |  |
| 3.  | "Dona Cila"                                   | Maria Gadú               | 3:31    |  |
| 4.  | "Shimbalaiê"                                  | Maria Gadú               | 3:17    |  |
| 5.  | "Escudos"                                     | Maria Gadú               | 3:23    |  |
| 6.  | "Ne me quitte pas"                            | Jacques Brel             | 4:02    |  |
| 7.  | "Tudo Diferente"                              | Maria Gadú               | 3:07    |  |
| 8.  | "Laranja" (com a participação de Leandro Léo) | Maria Gadú               | 3:04    |  |
| 9.  | "Lounge"                                      | Maria Gadú               | 5:00    |  |
| 10. | "Linda Rosa"                                  | Luis Kiari; Gugu Peixoto | 2:40    |  |
| 11. | "Encontro"                                    | Maria Gadú               | 3:26    |  |
| 12. | "A História de Lilly Braun"                   | Chico Buarque; Edu Lobo  | 4:15    |  |
| 13. | "Baba"                                        | Kelly Key                | 3:09    |  |

## Recepção
O álbum recebeu 3 de 5 estrelas do critico Eduardo Guimarães do Canal Pop. Ele disse que "Apesar das regravações que não agregam nada de bom ao álbum, é nas músicas próprias que Gadú mostra seu potencial e a beleza de seu trabalho". Bom disco com boas composições".
Luiz Felipe Carneiro do site "Esquina da Música" recebeu positivamente o álbum dando 4 de 5 estrelas, o classificando de muito bom. Ele disse: "Maria Gadú", o álbum, de fato, apresenta uma cantora com uma ótima voz, muita personalidade e excelentes canções. Nele, Maria Gadú se mostra absolutamente "pronta", apesar de seus (apenas) 22 anos de idade. O nível de algumas composições chega a impressionar. Como dito, Maria Gadú, em seu álbum de estreia, mostrou uma ótima voz, boas canções e, principalmente, muita personalidade, principalmente pelo fato de ter arriscado um repertório essencialmente autoral. E isso não é pouca coisa".

## Sobre as canções, segundo os criticos
- O samba “Altar Particular” é um triste mas belo sambinha que parece ter sido composto há décadas. Nele Maria Gadú discorre sobre as incertezas após uma decepção amorosa.
- “Dona Cila”, composição dedicada à avó da cantora, é emotiva sem ser piegas.
- "Shimbalaiê", com o seu acento afro, é uma das faixas mais deliciosas do disco.
- "Laranja", conta com a participação especial de Leandro Léo, é a mais pop do álbum, e, talvez por isso, uma das mais fracas do repertório.
- A singela "Tudo Diferente", composição de André Carvalho, é uma das melhores do álbum.
- A versão de "Ne me quitte pas", de Jacques Brel, ficou bem diferente daquela que Maysa tornou imortal - pelo menos para nós, brasileiros. Agora, o clássico francês pegou um avião até Buenos Aires, e se encharcou no tango. Apesar de o arranjo um pouco previsível demais, Maria Gadú não imitou Maysa. Mostrou personalidade.
- "A História de Lily Braun", composição de Chico Buarque e Edu Lobo, tem no arranjo jazz, blues, ou seja lá o que for, ficou semelhante ao original.